# Могучий (посёлок)
Могучий — посёлок в Балахтинском районе Красноярского края России. Входит в состав Петропавловского сельсовета.

## География
Посёлок расположен в 62 км к западу от районного центра Балахта.

## История
В 1976 году Указом Президиума ВС РСФСР посёлок отделения № 3 Балахтинского зерносовхоза переименован в Могучий.

## Население
| 1989 | 2002 | 2010 |
| ---- | ---- | ---- |
| 277  | ↘252 | ↘162 |

Гендерный состав
По данным Всероссийской переписи населения 2010 года 83 мужчины и 79 женщин из 162 чел.